# چا کیونگ-بوک
چا کیونگ-بوک (انگلیسی: Cha Kyung-bok; ۱۰ ژانویهٔ ۱۹۳۸ – ۳۱ اکتبر ۲۰۰۶) بازیکن و مربی فوتبال اهل کره جنوبی بود.
وی همچنین در تیم‌های ملی فوتبال زیر ۲۰ سال کره جنوبی و کره جنوبی بازی کرده‌است.
وی در مسابقات بین‌المللی در مجموع برندهٔ ۱ مدال نقره شده‌است.